# Micaela Schäfer
Micaela Schäfer (Lipcse, 1983. november 1. –) német erotikus modell, televíziós személyiség, lemezlovas, énekesnő és alkalmi színésznő. Kétszeres Venus Award-nyertes (2012, 2014).

## Pályafutása
2004-ben elnyerte a Miss East Germany, 2005-ben a Miss Venus, 2006-ban pedig a Miss Maxim címeket. 2005-ben a Campari alkohol reklámarca volt. Szerepelt a Germany's Next Topmodel realityshow első évadában 2006-ban, ahol nyolcadik helyet ért el. Énekesnőként több mint egy tucat kislemeze megjelent.
Önélatrajza Lieber nackt als gar keine Masche címmel jelent meg.

## Dalok
- 2010: Life is just a game 2010 – La Mica feat. Loona
- 2011: U-Bahn ins Paradies – Micaela Schäfer feat. Fränzi
- 2012: So Much Love – La Mica feat. Polina & Miami INC
- 2013: U Made for Me – Micaela Schäfer feat. Heidi Anne
- 2013: Jump! – Oliver deVille feat. Micaela Schäfer
- 2014: Michaela
- 2014: Blasmusik – Finger & Kadel feat. Micaela Schäfer
- 2015: Partypolizei
- 2015: Rock Me Tonight – Micaela Schäfer & DJ Squizz feat. Vivienne Baur
- 2015: Deine Freundin – Jörg & Dragan (Die Autohändler) feat. Micaela Schäfer
- 2015: Venus
- 2016: Let Me Wash Your Car
- 2017: Lauter – Micaela Schäfer & Marco Rippegather
- 2018: Germany Olé – Micaela Schäfer, Yvonne Woelke, Andreas Ellermann
- 2018: Can You English Please? – Tobee feat. Micaela Schäfer
- 2019: Sexy Lady – El Capone feat. Micaela Schäfer
- 2022: Micaela – Rumbombe feat. Micaela Schäfer
- 2022: Hallo lieber Weihnachtsmann – DJ Seppp & Micaela Schäfer
- 2023: Ich will Fritten – Ingo ohne Flamingo feat. Micaela Schäfer

## Filmográfia
- 2007: R. I. S. – Die Sprache der Toten
- 2010: Der Kriminalist
- 2012: Promiboxen
- 2014: Seed 2: The New Breed
- 2014: La Petite Mort 2: Nasty Tapes
- 2015: Casting des Todes
- 2017: Alarm für Cobra 11 – Die Autobahnpolizei
- 2018: Skin Creepers
- 2019: Tal der Skorpione
- 2021: Browser Ballett – Satire in Serie
- 2022: Ich bin ein Star – Holt mich hier raus! Die große Dschungelparty
- 2022: Ich bin ein Star – Die Stunde danach
- 2022: Promi Big Brother
- 2023: Promi Big Brother – Die Late Night Show